# Chambre des comptes de Bretagne
La Chambre des comptes de Bretagne était, sous l'Ancien Régime, une cour souveraine spécialisée dans les affaires de finance.

## Historique

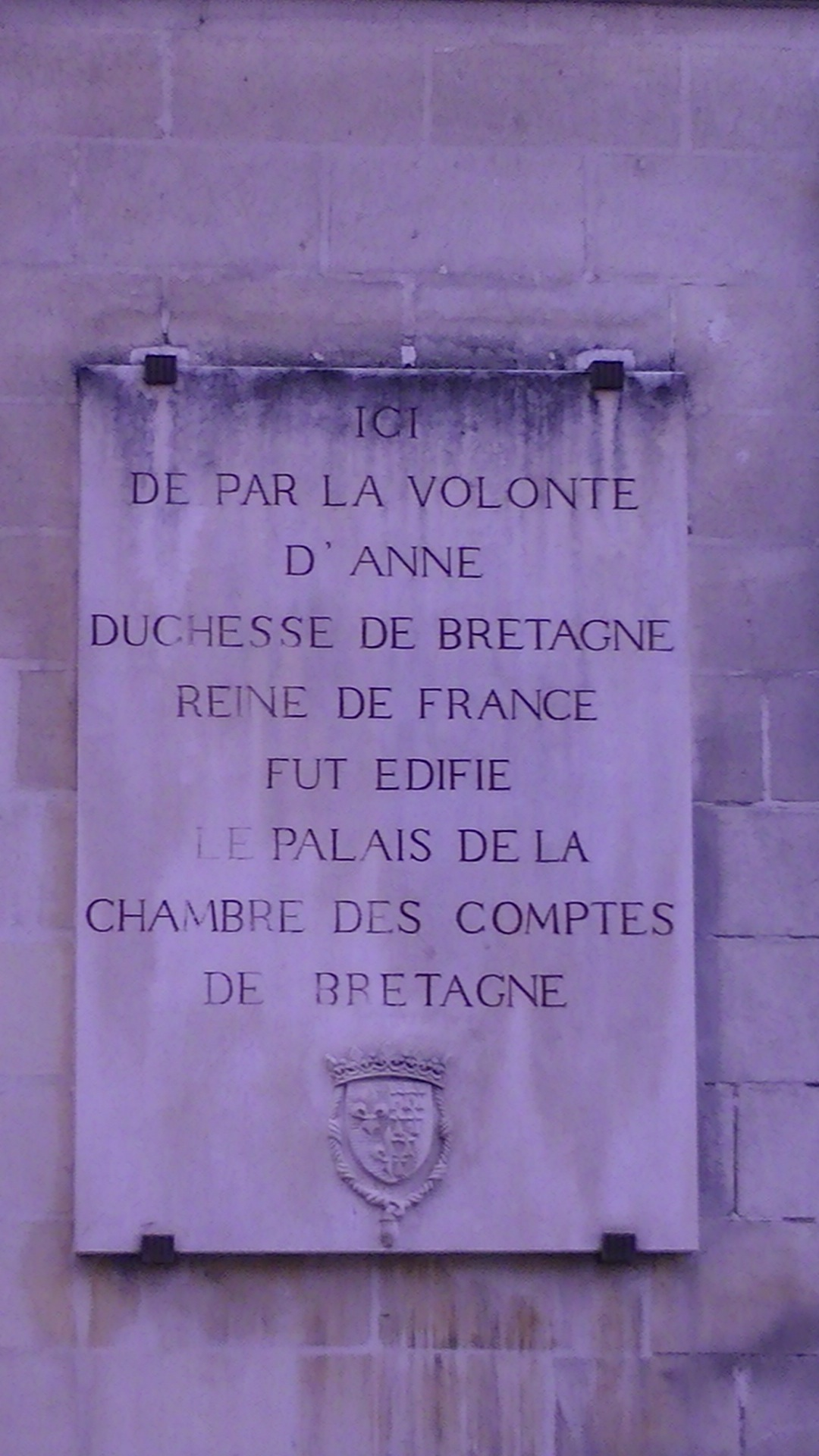
Plaque commémorative de la Chambre des comptes de Bretagne

L'institution est itinérante à ses débuts, elle s'établit en 1369 à Vannes. L'installation à Nantes de la chambre des comptes de Bretagne est décidée par Anne de Bretagne en 1492. Puis Louis XII fait acheter les terrains du couvent des Cordeliers pour accueillir le bâtiment. Celui-ci, dont la construction commence sous François Ier à partir de 1515, est achevé  sous Henri II en 1553. La Chambre des comptes, sur sa façade nord, longe les remparts existants le long de la rive de l'Erdre. 
Cependant, le bâtiment qu'elle occupe, sert également à abriter les archives de la province de Bretagne. Le poids de l'ensemble des documents détériore l'ouvrage au fil du temps, si bien qu'au XVIIIe siècle, les étais disposés pour renforcer les sols ne suffisent plus. On charge alors Jean-Baptiste Ceineray d'édifier un nouvel édifice. La première pierre est posée le 6 septembre 1763. Des matériaux récupérés lors de la démolition des remparts sont utilisés, et le gros œuvre est achevé en 1769. La chambre des comptes de Bretagne n'occupera les locaux qu'en 1782, après l'achèvement de la décoration intérieure. La Chambre des comptes de Bretagne a compté près de 1 200 magistrats. Soixante-dix neuf familles furent anoblies grâce à leur appartenance à cette institution. Les présidents et les procureurs généraux venaient de l’ancienne noblesse.
Après la dissolution des cours des comptes en 1791, le bâtiment est devenu l'hôtel de préfecture de la Loire-Atlantique.

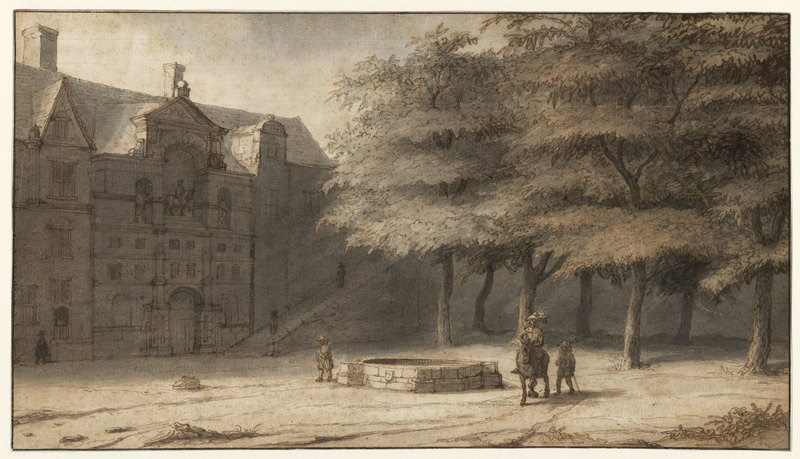
L'ancienne Chambre des comptes de Bretagne siégeant à Nantes (XVIIe siècle).
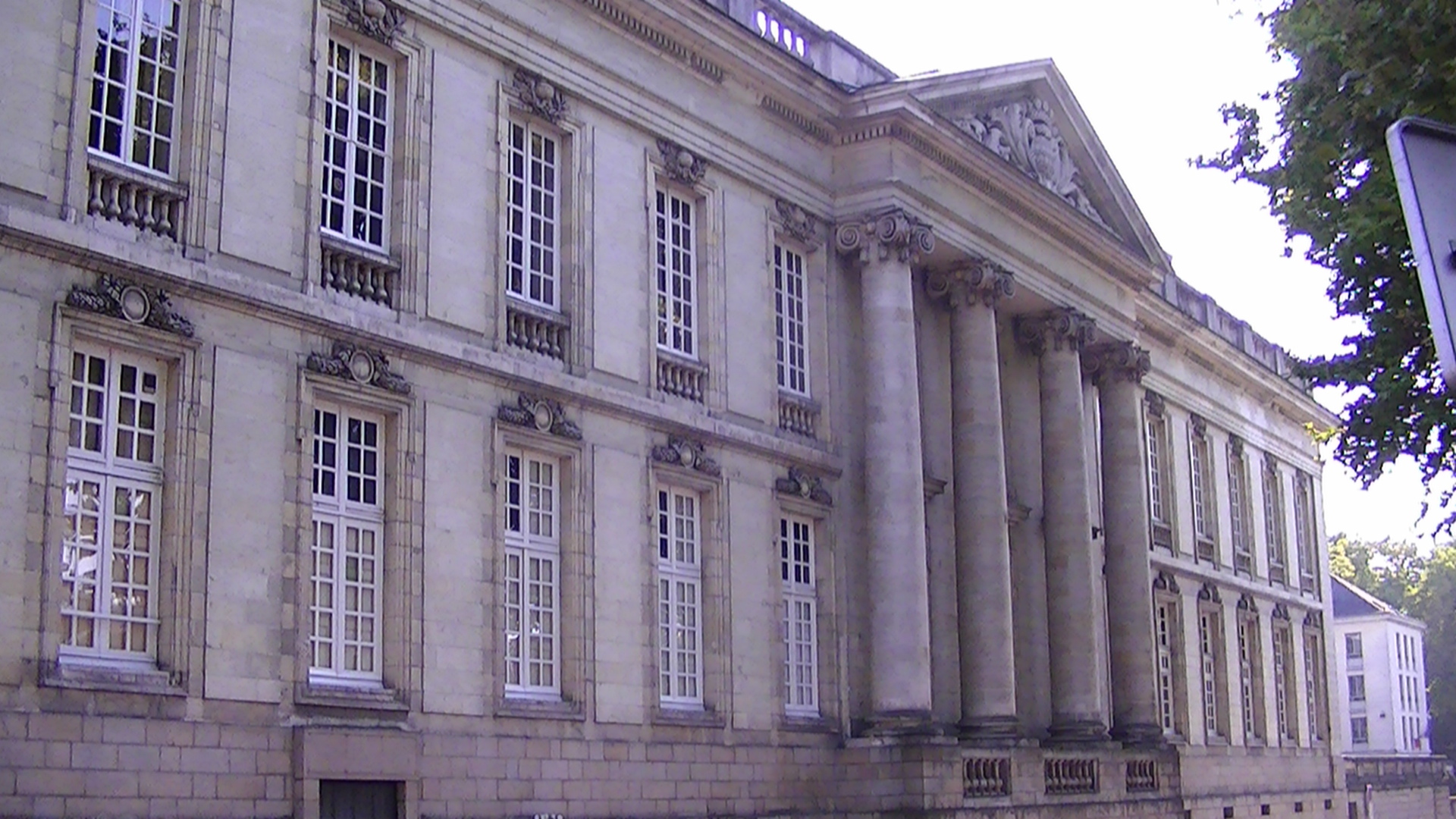
Chambre des comptes, côté Erdre.

## Composition
Elle était composée, en 1492 :
- Pour le siège :
  - Un premier président
  - Un président
  - Cinq maîtres
  - Neuf auditeurs
- Pour le parquet :
  - Un procureur général
- Autres personnes :
  - Un huissier
  - Un argentier ou payeur des gages

De nouvelles charges furent créées par Henri II de France crée deux charges de maîtres supplémentaires en 1555 puis Charles IX de France crée une charge d'auditeur supplémentaire en 1570, Henri III de France, le duc de Mercœur, Henri IV de France, Louis XIII de France, Louis XIV de France. Elle était composée, à la veille de la Révolution :
- Pour le siège :
  - Un premier président
  - Sept présidents
  - Trente trois maîtres
  - Six généraux des finances
  - Huit correcteurs
  - Trente quatre auditeurs

- Pour le parquet :
  - Un procureur général
  - Deux avocats généraux
  - Un substitut du procureur général

- Autres personnes :
  - Deux greffiers
  - Un garde des archives
  - Un contrôleur des restes
  - Un receveur payeur des gages
  - Un premier huissier
  - Dix huissiers

### Liste des premiers présidents
| Portrait | Armoiries | Mandat     | Titulaire                                       | Notes                                                            |
| -------- | --------- | ---------- | ----------------------------------------------- | ---------------------------------------------------------------- |
|          |           | 1401-1408  | Jean Roussel                                    | Abbé de l'Abbaye Saint-Mathieu de Fine-Terre (ou de Saint-Mahé). |
|          |           | 1408-1415  | Jean de Châteaugiron                            | Chancelier de Bretagne, Évêque de Saint-Brieuc.                  |
|          |           | 1415-1444  | Jean Roussel                                    | Abbé de l'Abbaye Saint-Mathieu de Fine-Terre (ou de Saint-Mahé). |
|          |           | 1444-1445  | Charles de Lespervez                            | Général des Monnaies.                                            |
|          |           | 1445-1456  | Guillaume de Malestroit                         | Évêque de Nantes.                                                |
|          |           | 1456-1467  | Guillaume Chauvin                               | Chancelier de Bretagne.                                          |
|          |           | 1467-1477  | Vincent de Kerléau                              | Abbé de l'Abbaye de Bégard.                                      |
|          |           | 1477-1478  | Jean L'Espervier                                | Évêque de Saint-Malo.                                            |
|          |           | 1478-1486  | Guy du Bouchet                                  | Évêque de Cornouaille.                                           |
|          |           | 1486-1492  | Alain Le Maout                                  | Évêque de Cornouaille.                                           |
|          |           | 1492-†1506 | Guillaume Guéguen                               | Évêque de Nantes.                                                |
|          |           | 1526-1528  | Raimbault Le Clerc                              | Notaire et Secrétaire du roi.                                    |
|          |           | 1528-1536  | Jean Parajau                                    | Trésorier et Général des finances.                               |
|          |           | 1536-1537  | Hervé du Quélennec                              |                                                                  |
|          |           | 1537-1547  | Gilles de La Pommeraye                          |                                                                  |
|          |           | 1547-????  | Côme Clausse                                    | Seigneur de Marchaumont                                          |
|          |           | ????-1551  | Jacques de Saint-Mémin                          |                                                                  |
|          |           | 1551-1574  | Marc Fortia                                     |                                                                  |
|          |           | 1574-1584  | Jean Morin                                      | Sr de la Sorinière, Avocat du Roi au Présidial de Nantes         |
|          |           | 1584-1596  | Jean Avril                                      | Seigneur de La Grée                                              |
|          |           | 1596-1616  | Auffrey de Lescoët                              | Seigneur de la Guérande                                          |
|          |           | 1616-1626  | Jacques Barrin                                  | Seigneur de la Galissonnière.                                    |
|          |           | 1626-1633  | Louis Harrouys                                  | Seigneur de la Seilleraye.                                       |
|          |           | 1633-1634  | François Becdelièvre                            | Seigneur de la Busnelays.                                        |
|          |           | 1634-1636  | Jean Blanchard                                  | Seigneur de Lessongère.                                          |
|          |           | 1636-1673  | César-Auffrey Blanchard                         | Marquis du Bois de la Musse.                                     |
|          |           | 1673-1678  | Jacques Charette                                | Seigneur de Montbert.                                            |
|          |           | 1678-1733  | Guillaume-Jean-Baptiste-François de Becdelièvre | Marquis de Tréambert.                                            |
|          |           | 1733-1772  | Hilarion-François de Becdelièvre                |                                                                  |
|          |           | 1772-????  | Hilarion-Anne-François-Philippe de Becdelièvre  |                                                                  |

### Liste des procureurs généraux
| Portrait | Armoiries | Mandat      | Titulaire                            | Notes                        |
| -------- | --------- | ----------- | ------------------------------------ | ---------------------------- |
|          |           | 1444 - 1446 | Olivier du Breil                     |                              |
|          |           | 1446 - 1477 | Jean Gibon                           |                              |
|          |           | 1477 - 1492 | Pierre de Vay                        |                              |
|          |           | 1492 - 1520 | Jean Gibon                           |                              |
|          |           | 1520 - 1522 | François Racine                      |                              |
|          |           | 1522 - 1552 | Alain de la Bouexière                |                              |
|          |           | 1552 - 1554 | Antoine de Farges                    |                              |
|          |           | 1554 - 1557 | Jean de la Barre                     |                              |
|          |           | 1557 - 1575 | Guillaume de Francheville            |                              |
|          |           | 1575 - 1595 | Jean de Francheville                 |                              |
|          |           | 1595 - 1612 | Auffrey de Lescoët                   | Sr de la Guérande            |
|          |           | 1612 - 1619 | Jean Blanchard                       | Sr de Lessongère             |
|          |           | 1619 - 1631 | René (Le) Rousseau                   | Sr de Saint-Aignan-Grandlieu |
|          |           | 1631 - 1650 | René de Pontual                      |                              |
|          |           | 1650 - 1651 | René Le Prestre                      | Sr de Lezonnet               |
|          |           | 1651 - 1682 | Yves Morice                          | Sr de Coetquellen            |
|          |           | 1682 - 1715 | Salomon-François I de la Tullaye     | Sr du Plessis-Tison          |
|          |           | 1715 - 1745 | Salomon-François II de la Tullaye    | Marquis de Magnanne          |
|          |           | 1745 - 1775 | Henri-Anne-Salomon de la Tullaye     | Marquis de Magnanne          |
|          |           | 1775 - 1791 | Augustin-Louis-Salomon de la Tullaye | Marquis de Magnanne          |